# Cenotafio de Sídney
El Cenotafio de Sídney (en inglés: Sydney Cenotaph) se encuentra en Martin Place y es uno de los más antiguos monumentos de la Primera Guerra Mundial en el Distrito Central de Negocios de la ciudad de Sídney en Australia. 
En el lado sur, frente a la Oficina General de Correos dice "a nuestros gloriosos muertos" y en el lado norte, frente a la Casa Challis se afirma que "Para que no olvidemos". Se utiliza de forma regular para las ceremonias, mucho más que el Monumento conmemoratativo de guerra Australiano en Canberra. El cenotafio es el centro de las ceremonias de servicios del Anzac y el Día del Armisticio, celebradas en Sídney, que cuentan regularmente con miles de asistentes.